# Poppy (Sängerin)

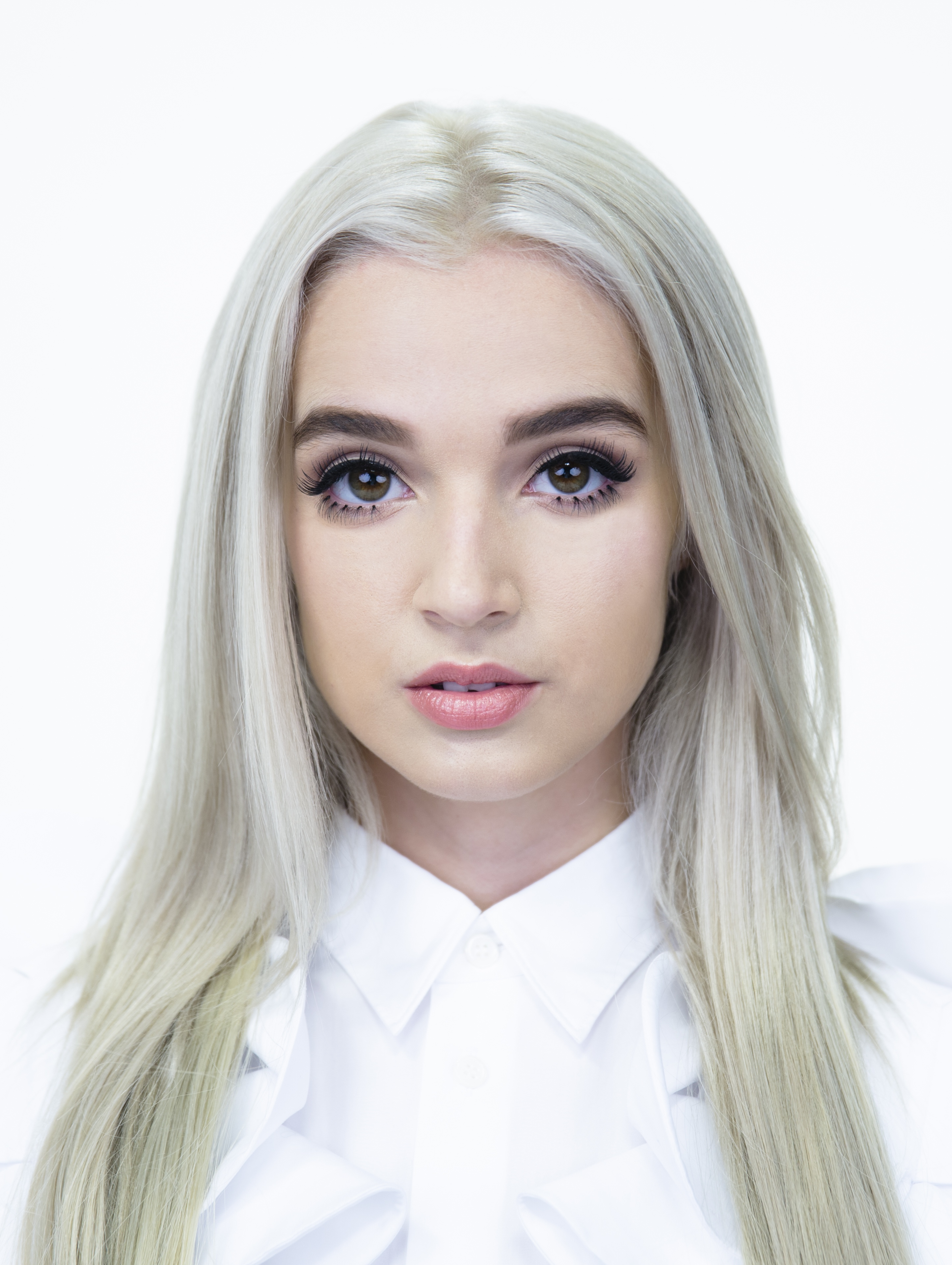
Poppy (2016)

Poppy (auch bekannt als That Poppy; bürgerlich Moriah Rose Pereira; * 1. Januar 1995 in Boston, Massachusetts) ist eine US-amerikanische Sängerin und Internet-Persönlichkeit. Aufgewachsen in Boston, zog sie im Alter von 13 Jahren nach Nashville, Tennessee. 2014 erfolgte ein weiterer Umzug nach Los Angeles, um eine Karriere als Musikerin zu verfolgen. Dort unterzeichnete sie bei Island Records und veröffentlichte ihre Debüt-EP mit dem Namen Bubblebath. Ende 2016 wurde sie das Gesicht der „Hello Sanrio“-Kollektion des japanischen Großhandelsunternehmens Sanrio.

## Leben und Karriere
Poppy wuchs in Boston, Massachusetts auf. Sie erinnert sich, als Kind eine Rockette werden zu wollen. Ihr Vater spielte in einer Band Schlagzeug und Poppy sah der Band als Kind beim Spielen zu. Der Name der Band ist unbekannt. Vor 2014 trat sie bei verschiedenen Social-Media-Festivals auf, wie zum Beispiel der VidCon 2012. Im Juli 2013 sang sie den Refrain zu Rapper Eppics Lied „Hide and Seek“.
2014 zog sie nach Los Angeles, um ihre Karriere als Sängerin weiterzuverfolgen. Dort begann sie mit Regisseur Titanic Sinclair zu arbeiten, um eine Reihe abstrakter Videos zu produzieren, die unter anderem dem Zweck der Promotion dienen. 2015 unterzeichnete Poppy bei dem Plattenlabel Island Records und veröffentlichte unter diesem im Juni 2015 auch ihren ersten Song „Everybody Wants to Be Poppy“. Einen Monat später veröffentlichte sie ihre Debütsingle „Lowlife“. Im Februar 2016 veröffentlichte sie dann unter Island Records ihre erste EP namens „Bubblebath“. Im August 2016 veröffentlichte sie auf ihrem YouTube-Kanal eine Reihe von Werbevideos für die Schuhmarke Steve Madden als Teil des „Steve Madden Music“-Programms. Poppy veröffentlichte im Oktober 2016 ein experimentelles Ambient-Music-Album unter dem Titel „3:36 (Music to Sleep To)“, komponiert von Titanic Sinclair und ihr selbst, mithilfe von Polysomnographisten der Washington University in St. Louis. Das Album wurde speziell konstruiert, um Schlafprobleme zu beseitigen. Im selben Jahr wechselte Poppy von Island Records zu Interscope Records. Im November 2016 veröffentlichte sie den ersten Song „Adored“ unter dem neuen Label. Gleichzeitig wurde sie das Gesicht der „Hello Sanrio“-Kollektion der japanischen Marke Sanrio. Ihre nächste Single, die den Namen „I’m Poppy“ trägt, veröffentlichte sie im Februar 2017 unter ihrem eigenen Label, I’m Poppy Records. Im gleichen Monat spielte sie in einer Reihe von Videos für Comedy Central mit dem Titel „Internet Famous With Poppy“. Im Mai 2017 folgte die Single „Computer Boy“, welche sie unter dem von Wesley Pentz alias Diplo gegründeten Label Mad Decent veröffentlichte.
Am 10. Januar 2020 veröffentlichte Poppy ihr Album "I Disagree" auf dem neuen Label Sumerian Records. Das Lied Bloodmoney wurde bei den Grammy Awards 2021 in der Kategorie Best Metal Performance nominiert.
Seit 2020 tritt Poppy auch vermehrt für die amerikanische Wrestling-Liga WWE auf und vertritt dort ein Metal/Gothic-Image.

## Stil
Poppy beschreibt sich selbst als ein „Kawaii-Barbie-Kind“ und sagt, ihr Style sei von J-Pop-Künstlern geprägt. Ihre Musik beschreibt sie als „Musik, die dich dazu bringt, die Welt beherrschen zu wollen“. Sie begann 2012, erstmals selbst Musik zu schreiben. Ihre größte Inspiration und zugleich ihre Lieblingsmusikerin ist Cyndi Lauper. Außerdem nennt sie Elvis Presley als eine Inspiration. Ihr Album I Disagree von 2020 bietet dabei erstmals Metal-Elemente. Ihr Erscheinungsbild, gepaart mit ihrem Gesangsstil, im Kontrast zur Metalmusik ließen dabei Vergleiche zu Babymetal entstehen.

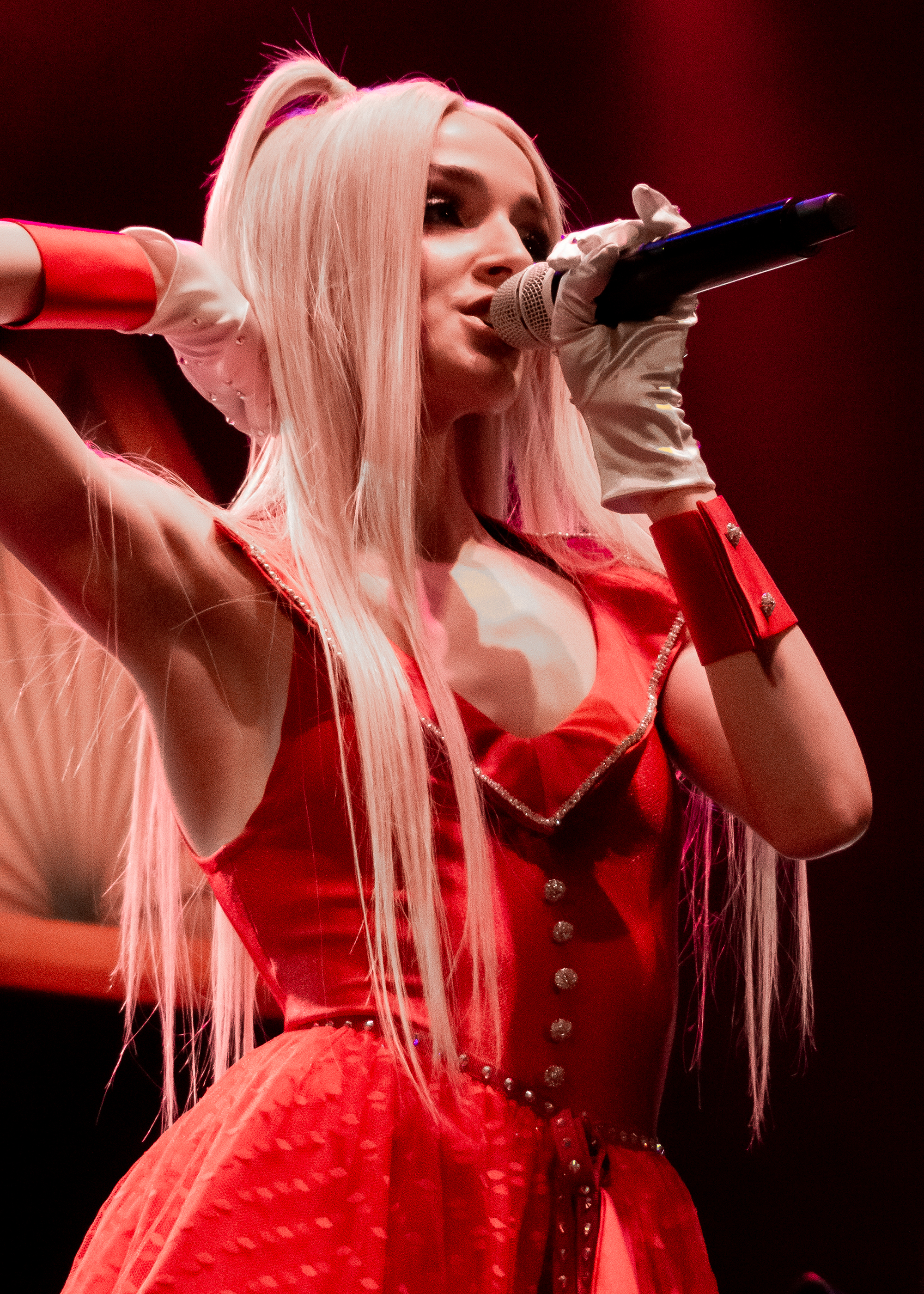
Live in Los Angeles (2018)

## Rezeption
Obwohl viele die Musik von Poppy aufgrund der Eingängigkeit loben, steht der Charakter Poppy immer wieder zur Diskussion und wird als realitätsfern beschrieben. Racked beschrieb Poppy als „süß [und] niedlich, aber außerirdisch [und] bizarr“ und auch „stark süchtig machend“. Popular TV sagte über Poppys Musik: „Gwen Stefani in der No-Doubt-Ära ähnelnd, mischt That Poppy Punk mit Ska-Pop und bringt dich dazu, aufstehen und tanzen zu wollen.“
Ihre YouTube-Videos werden oft als Kommentar zu Social Media betrachtet.

## YouTube
Poppys YouTube-Kanal wurde am 6. Oktober 2011 erstellt. Das älteste Video auf dem Kanal wurde im November 2014 hochgeladen, ein abstrakter Sketch unter der Regie von Titanic Sinclair namens „Poppy Eats Cotton Candy“ (Englisch für Poppy isst Zuckerwatte). Sinclair beschreibt die Videos als „eine Kombination aus Andy Warhols Pop-Akzessibilität, David Lynchs Unheimlichkeit und Tim Burtons irrsinnig komischen Ton“. Poppys Kanal wurde von vielen anderen YouTubern diskutiert, darunter PewDiePie, MatPat und den Fine Brothers in deren React-Serie. Poppy selbst spielte in einer Folge der React-Serie, in der sie auf Kinder reagierte, die auf ihre Videos reagierten.
Neben ihren abstrakten Videos lud Poppy auf ihrem Kanal auch ihre offizielle Musik, mehrere Cover und Akustikversionen ihrer Songs „Lowlife“ und „Everybody Wants To Be Poppy“ hoch.
Außerdem hat sie auf ihrem Kanal eine animierte Mini-Serie namens „Everybody Wants To Be Poppy“. Regie führte Titanic Sinclair, die Animationen stammen von Melanie Foreman. Poppy spricht sich selbst, Titanic Sinclair spricht Rex, Schauspieler Matt Bennett spricht Pho, Singer-Songwriterin Simon Wilcox spricht Phoebe und Fotograf Sam McGuire spricht Wyatt.

## Diskografie

### Alben
- 2016: 3:36 (Music to Sleep To)
- 2017: Poppy.Computer
- 2018: Am I a Girl?
- 2019: I C U (Music to Read To)
- 2020: I Disagree
- 2021: Flux
- 2023: Zig
- 2024: Negative Spaces

### EPs
- 2016: Bubblebath
- 2018: Poppy.remixes
- 2019: Choke
- 2020: A Very Poppy Christmas
- 2021: Eat
- 2022: Stagger

### Singles
- 2015: Everybody Wants to Be Poppy[9]
- 2015: Lowlife
- 2016: Lowlife (Slushii Remix)
- 2016: Money
- 2016: Adored
- 2017: I’m Poppy
- 2017: Computer Boy
- 2017: Let's Make a Video
- 2017: Interweb
- 2017: My Style (feat. Charlotte)
- 2017: Moshi Moshi
- 2017: Bleach Blonde Baby
- 2018: Metal
- 2018: In a Minute
- 2018: Time Is Up (feat. Diplo)
- 2018: Immature Couture
- 2018: Fashion After All
- 2018: Hard Feelings
- 2018: X
- 2018: Play Destroy (feat. Grimes)
- 2019: Voicemail
- 2019: Scary Mask (feat. Fever 333)
- 2019: Choke
- 2019: Concrete
- 2019: I Disagree
- 2019: Bloodmoney
- 2019: Fill the Crown
- 2020: Anything Like Me
- 2021: Fear of Dying
- 2021: Her
- 2021: Flux
- 2021: So Mean
- 2021: FYB
- 2021: Stagger
- 2023: Church Outfit
- 2023: Spit
- 2023: Knockoff
- 2023: Motorbike
- 2023: Hard
- 2024: Flicker
- 2024: New Way Out

### Als Gastsängerin
- 2024: V.A.N (Bad Omens feat. Poppy)
- 2024: Suffocate (Knocked Loose feat. Poppy)
- 2025: from me to u (Babymetal feat. Poppy)